# Transition(s)
Transition(s) ist ein Jazzalbum von Phil Haynes und Ben Monder. Die am 4. Juni 2024 im Scholes Street Studio in Williamsburg, Brooklyn, entstandenen Aufnahmen erschienen am 25. April 2025 auf dem Eigenlabel Cornerstore Jazz.

## Hintergrund
Der Schlagzeuger Phil Haynes verließ 1993 New York City und zog nach Pennsylvania. Doch schon vor seinem Umzug veranstaltete er mit dem Gitarristen Ben Monder gelegentlich Duett-Jamsessions, bei denen sie sich intensiv mit John Coltranes Komposition „Transition“ aus dem gleichnamigen Album des Saxophonisten aus dem Jahr 1970 (aufgenommen 1965) beschäftigten. „Es hat uns völlig aus der Fassung gebracht“, beschreibt Haynes diese Erfahrung. Auch bei den Haynes/Monder-Sessions von 2025 tun sie dasselbe.
Coltranes Transition, aufgenommen 1965, markierte seinen Wechsel vom bluesbasierten und geradlinigen Jazz-Ansatz hin zu einer freieren Ausdrucksform, notiert Dan McClenegan. Es entstand kurz vor seinem „kakophonischen“ und, wie manche sagen würden, chaotischen Album Ascension (Impulse!, 1966), das – zusammen mit Ornette Colemans Free Jazz (Atlantic, 1961) – die [herkömmlichen] Erwartungen an Jazzplatten sprengte, notierte Dan McClenaghan.

## Titelliste
- Phil Haynes / Ben Monder: Transition[s]

1. Ben I 1:55
2. Untitled 3:53
3. Brief Piece 1:35
4. Untitled Ones 6:30
5. Transition (John Coltrane) 5:21
6. Ben II 2:39
7. Phil III 1:02
8. Openings 7:00
9. Beyond 4:55
10. Too Easily (enthält „I Fall in Love too Easily“; Jule Styne, Sammy Cahn) 06:51
11. Phil II 0:59
12. Ben III 2:43
13. Epilogue 4:59

Soweit nicht anders angegeben, sind alle Kompositionen von Ben Monder und Phil Haynes.

## Rezeption
Das Album Transition(s) habe trotz des Coltrane-Bezugs seine zarten, nachdenklichen Momente in „Untitled Ones“ und anderswo, meinte Dan McClenaghan in All About Jazz. Aber es sei frei improvisiert. Der Opener „Ben I“ lasse den Gitarristen klingen, als spiele er in „einer Eishöhle auf einem Mond von der Größe des Merkur, der einen kalten Planeten umkreist, der von seinem Stern so weit entfernt ist wie Neptun von unserer Sonne“. Das Titelstück sei jedoch einer dieser klagenden, lautstarken Songs, voller wütender Coltrane-artiger Spiritualität. Auf „Untitled“ lasse Haynes hingegen das Rascheln einer kleinen wilden Lebensform nachempfinden, die außerhalb des Höhleneingangs lebe. Inmitten all des dunklen Schimmers der atmosphärischen Stimmungsstücke und der kraftvollen Gitarrenattacken sei es überraschend, eine Melodie aus dem Great American Songbook, „I Fall in Love Too Easily“ zu hören. Das Lied werde direkt gespielt und strahle die Resonanz der Eishöhle mit surrealen Untertönen aus. „Ein Ort, an dem Klang einfach anders klingt“.
Auf Transition(s) überwögen dumpfe, zugleich dünne und dichte Klangfarben, gedämpft, wenn auch mit episodischen Ausflügen in körperlichere, sogar unwegsame Gefilde (etwa in dem Stück von Coltrane, das dem Album seinen Titel gibt), schrieb Alberto Bazzurro (Musica Jazz). Es herrschten Atmosphären zwischen Traumhaftem und Gespenstischem, zwischen Unordentlichem und Surrealem vor. Haynes’ Duo mit Ben Monder löse sich in der Tat in einem hartnäckigen Umherirren um sehr egozentrische Situationen auf, das vor allem durch den ausgesprochen monolithischen, verworrenen Einsatz des Gitarristen mit seinem Instrument entstehe, während es im Gegenteil die offener perkussiveren Segmente (nicht im rhythmischen Sinne des Wortes) sind, die das Gewirr/Klangmaterial stärker destillieren – man könnte sagen, ordnen, entwirren.
Obwohl sie ein Vierteljahrhundert lang nicht mehr zusammen gespielt hatten, hätten Haynes und Monder nur etwa zwei Stunden damit verbracht, die Magie ihrer Jam-Sessions von einst wieder aufleben zu lassen, meinte Doug Collette in All About Jazz. Wenig überraschend erklinge der Höhepunkt dieser Momente, John Coltranes „Transition“, in kinetischer Manier etwa in der Mitte dieser ansonsten tranceartig anmutenden, spontanen Interaktion(en). Als Einlage für ein gelungenes Tempo tauche gegen Ende des Albums der Klassiker „I Fall In Love Too Easily“ auf – ein erfrischend wörtlicher Exkurs, der als Tor zu weiteren traumähnlichen Stimmungen wie „Ben I“ und „Untitled“ dient, die inmitten der zwölf Stücke des Albums vorherrschen. Diese beiden externen Stücke würden somit nicht nur als Berührungspunkte fungieren, die den Fokus dieses Duo-Auftritts betonen, sondern auch als Keimzelle für die Blüte des Begleitstücks, das später im selben Jahr 2024 aufgenommen wurde.